# Кольцова Надія Тимофіївна
Надія Тимофіївна Кольцова (Фесенко) (народилася 16 червня 1948 в селі Антонівка Варвинського району Чернігівської області) — українська поетеса, автор текстів пісень, журналістка, член Національної спілки журналістів України, краєзнавець, громадський та культурний діяч, Почесний вчитель Требухівської ЗОШ, що на Броварщині.

## Життєпис
Народилася в сім'ї сільських інтелігентів, вчителів. У 1966 році з відзнакою закінчила середню школу, у 1971 році — Уманський сільськогосподарський інститут. 35 років працювала на відповідальних посадах у радгоспі «Требухівський».
Співпрацювала з багатьма друкованими виданнями, де публікувала свої поезії, статті, нариси, інтерв'ю, краєзнавчі розвідки. Її історико-краєзнавчі дослідження увійшли до видання «Гордість і слава Броварської землі».
17 років працювала в Требухівській сільській бібліотеці, займається літературною діяльністю, пише вірші, пісні, нариси, сценарії, проводить творчі зустрічі на Броварщині та на малій батьківщині — Чернігівщині, популяризує українську культуру, бере участь у художній самодіяльності. Зберігає колекцію килимів ручної роботи своєї матері Фесенко Уляни Нестерівни. Проживає з родиною у селі Требухів Броварського району Київської області.

## Творчість
Перші вірші Надії Кольцової були надруковані в газеті «Нове життя», згодом почали з'являтися на сторінках періодичної преси. 
Є авторкою десяти книг поезії:
- Моєї пісні яблуневий цвіт, 2003 р., 30 стор.
- Живе тепло, «Аспект-Поліграф», Ніжин, 2004 р., 104 стор., ISBN 966-340-033-1
- Пахне осінь хризантемами. Поезії, пісні, «Аспект-Поліграф», Ніжин, 2005 р., 112 стор., ISBN 966-340-107-9
- Древо роду. Поезії «Аспект-Поліграф», Ніжин, 2007 р., 88 стор., ISBN 978-966-340-193-5
- …І перед вами сповідаюсь, «Аспект-Поліграф», Ніжин, 2009 р., 128 стор., ISBN 978-966-340-353-3
- Гомін джерел. Поезії. "Редакція журналу «Дім, сад, город», Київ, 2012 р., 116 стор., ISBN 978-966-2471-30-4
- А дитинство пахне літом, "Редакція журналу «Дім, сад, город», Київ, 2014 р., 88 стор., ISBN 978-966-2471-20-5
- Де Удаю спокійний переплин. Проза, поезії. Ніжин, 2016 р.136 стор.[5], ISBN 978-617-640-258-9
- На березі життя. Вибране. «Бона», Львів, 2020, 338 стор, ISBN 978-617-7815-36-4
- На перехресті двох століть. Історико-краєзнавче та літературно художнє видання. Видавець Лисенко М.М., Ніжин, 2022 рік, 138 стор. ISBN 978-617-640-563-4

Публікувалася в колективних збірниках
- Криниця, «Там, де народилась», поезія 1994 р., на ст. 135.
- Незглибима криниця, «Андрієве поле», поезія, 2005 р., на ст. 465.
- Кодола, «Трофейна ложка», «Там, де народилась», поезія, 2006 р., ст.54-55.
- Різдво в українській поезії, добірка поезій, 2010., ст. 121—125.
- Літературний Чернігів, добірка поезій, 2010 р., ст.99-103.
- На порозі літа, добірка поезій, ст.91-93.

Також друкувалася в журналах «Дивослово», «Жінка», газетах «Голос України», «Літературна Україна», «Сільські вісті», «Київська правда», «Ветеран України», «Київський вісник», «Пенсійна газета», «Отчий поріг», «Нове життя», «Броварська панорама», «7 днів», «Броварський кур'єр», «Броварська минувшина», «Краєзнавчий вісник», де було вміщено понад сто її публікацій.
Тематика віршів широка і багатовимірна: від мажорно-ліричної, що народжується від замилування красою рідного краю, до життєвизначальної: у віршах потужно звучать теми моралі, совісті, обов'язку, патріотизму, любові до Батьківщини, відповідальності перед майбутніми поколіннями. Болючим нервом пульсує тема загарбницької війни на сході України.
«Вона влучно порушує гострі соціальні проблеми сьогодення, творить тонкі пейзажні малюнки в поетичному слові, сповідується в коханні і присвячує дітям виразно виписані поетичні настанови» — так відгукується про творчість Надії Кольцової поет Станіслав Шевченко. І як влучно зазначив письменник і культурософ Олександер Шокало у передмові до однієї з її книжок, «не називаючи понять любов, духовність, патріотизм», поетеса являє «їхні заповітні сакральні сутності у звичайних словах, які народжує серце щирої людини». Про тонке відчуття людської душі, українського слова колеги по перу пише і Леонід Горлач: «Реалістична манера в багатьох випадках наближена до фольклорних начал, образна мова без формальних вибриків, пластика письма, тематична актуальнісь — все це говорить про оригінальність таланту поетки».
Вірші Надії Кольцової пронизані особливим музичним колоритом, значна частина поезій покладена на музику українськими композиторами Анатолієм Безугленком, Володимиром Ілемським, Володимиром Марченком, Оксаною Корнійко, Миколою Грінченком. Вони лунають у виконанні Заслуженого працівника культури України Володимира Ілемського, Народної артистки України Світлани Мирводи, солістки хору ім. Г. Верьовки Тетяни Чорної та ін.
Поезії у виконанні самої авторки звучали у передачах «На перехресті сільських доріг», «На суботню гостину» на радіо «Голос Києва» та республіканському радіо у передачі «Зоряний час».

## Громадсько-політична діяльність
У 1990, 1994 роках обиралася депутатом Броварської районної ради, а у 1987, 1990, 1998, 2010 роках — депутатом Требухівської сільської ради. Заступник керівника Варвинського відділення «Чернігівського земляцтва у Києві», член редакційної ради газети Чернігівського земляцтва «Отчий поріг». Член Ради клубу краєзнавців при Броварській центральній районній бібліотеці.

## Відзнаки
- 1984 — державна медаль «У пам'ять 1500-річчя Києва»
- 2014 — номінована на Національну премію ім. Хмельницького «Честь та відвага» Міністерства оборони України за найкраще висвітлення військової тематики у творах літератури та мистецтва, публіцистики і журналістики[7]
- 2010 — Лауреат Броварського районного конкурсу авторської естрадної пісні
- 2011, 2014, 2015 — лауреат районних конкурсів поетичної творчості «Перо натхнення»
- 2014 — почесний знак "Товариства «Чернігівське земляцтво у Києві»
- 2019 — почесна грамота Чернігівської облдержадміністрації за активну громадську роботу в Товаристві.
- Має численні грамоти та подяки від Броварських РДА, районної ради, відділу культури та Центральної бібліотечної системи.
- У студентські роки нагороджена Дипломом Міністерства освіти України за перемогу у республіканському конкурсі студентських наукових робіт.
- 2023 - дипломантка конкурсу "Поетична зима Миколи Сома"
- 2024 - лауреат дев'ятого Міжнародного літературного конкурсу Благодійного фонду "Тодось Осьмачка" "Шляхи мої неміряні" в номінації "поезія"
- 2024 - лауреат конкурсу "Золота осінь - 2024" ГО СЛ "СЛАВУТИЧ"

## Публікації про Надію Кольцову
- Без мрії не можна жити. А. Гавриленко, «Нове життя», 4.01.1993 р.,ст.3.
- Надія (Славні люди твої, Броварщино). Н. Гамалій, «Нове життя», 4.11.1998 р., ст.3.
- Цвіт її душі. «Нове життя», 19.06.2003 р., ст.1.
- І зерном, і словом. М. Сом, кн. «Живе тепло», 2004 р.
- Живе тепло Надії. Презентація книги поезій. Н.Гамалій, «Нове життя», 14.05.2005 р.,ст.4.
- У площині любові. Н.Гамалій, «Нове життя», 31.05.2006 р., ст.2.
- Слово, народжене життям. Л. Горлач, кн. «Древо роду», 2007 р., ст.3
- Пишу для вас, пишу про вас… Л. Чебіна, «Нове життя», 2.07.2008 р., ст.2.
- «Доки любим — живемо і ми…» О. Шокало, кн. «…І перед вами сповідаюсь», 2009 р., ст. 3.
- Не зміліла пам'яті криниця. Л. Кошелєва, «Нове життя», 14.08.2015 р., ст.4.
- На крилах добра і любові. Л.Горлач, газета «Отчий поріг», 2008 р., 8, ст.8.
- І перед вами сповідаюсь, редакція, «Отчий поріг», 2010 р., 1, ст.16.
- Уроки краси. Н. Пігнаста, «Отчий поріг», 2011 р., 12, ст.16.
- У розповні літ. «Отчий поріг», 2013 р., 6, ст.15.
- За всіх скажу. Н. Гамалій, «Отчий поріг», 2014 р., 9, ст.6.
- …І Удаю спокійний переплин. Л. Чебіна, «Отчий поріг», 2015 р.,6, ст.13.
- Освячено любов'ю. «Отчий поріг», 2016 р., 10, ст.14.
- Душі її розкрита книга. Н.Гамалій, «Броварська панорама», 2008 р., 3, ст.3.
- Сповідь люблячого серця. Н. Пігнаста, «Броварська панорама», 2009 р., 25, ст.6.
- Поезія доброти і людяності. Л.Чебіна, «Броварський кур'єр», 10, 2008 р., ст.1.
- Ювілей требухівської поетеси. Г. Лисякова, «7 днів»,24, 2008, ст.2.
- Мала Батьківщина завжди в її серці. Л. Ягова, «Слово Варвинщини», 24, 2012 р.,ст.6.
- Варвинці дякували і дивувались. Н. Гайова, «Слово Варвинщини», 28, 2014 р.,ст. 4.
- « І Удаю спокійний переплин». Л.Чебіна, «Слово Варвинщини»,18, 2015 р.,ст. 8.
- З привітом до землячки, якою пишаємося. Л. Ягова, «Слово Варвинщини», 23, 2015 р., ст.5.
- В село мене кличуть на сповідь тривоги. Є. Зима, «Слово Варвинщини», 31, 2016 р.,ст.4.[8]
- "У віршах можна розгледіти мою душу." О.Калина, "Нове життя" 20.08.2021 р.,ст. 4,5.